# Цукаваки, Синсаку
Синсаку Цукаваки (яп. 塚脇 伸作 Цукаваки Синсаку, 3 января 1931 — 15 сентября 1993) — японский гимнаст, призёр Олимпийских игр.
Синсаку Цукаваки родился в 1931 году в городе Омута префектуры Фукуока.
В 1956 году на Олимпийских играх в Мельбурне Синсаку Цукаваки завоевал серебряную медаль в составе команды.